# زنجیرشده (فیلم ۲۰۱۲)
زنجیرشده (به انگلیسی: Chained) فیلمی محصول سال ۲۰۱۲ و به کارگردانی جنیفر لینچ است. در این فیلم بازیگرانی همچون وینسنت دن آفریو، ایمون فارن، جینا فیلیپس، کانر لزلی، ایوان برد، جیک وبر، جولیا اورموند و دانیل ماسلانی ایفای نقش کرده‌اند.